# Stefanos Stefanopoulos
Stefanos Stefanopoulos (Στέφανος Στεφανόπουλος) (Pyrgos, 3 luglio 1898 – Atene, 4 ottobre 1982) è stato un politico greco, primo ministro della Grecia dal 17 settembre 1965 al 22 dicembre 1966.